# 60. pehotna divizija (Avstro-Ogrska)
60. pehotna divizija (izvirno nemško 60. Infanterie-Division oz. nemško 60. Infanterietruppendivision) je bila pehotna divizija avstro-ogrske kopenske vojske, ki je bila aktivna med prvo svetovno vojno.

## Zgodovina
Divizija je bila ukinjena decembra 1914 in bila ponovno ustanovljena oktobra 1917 s preimenovanjem 73. pehotne divizije.

## Poveljstvo
Poveljniki 
- Adalbert Tamásy von Fogaras: november 1914 - december 1914

- razpuščena
- Ludwig Goiginger: oktober 1917 - marec 1918
- Karl von Bardolff: marec 1918 - avgust 1918
- Joseph Pacor von Karstenfels und Hegyalja: avgust - november 1918